# Matthias Hermann Werrecore
Matthias Hermann Werrecore ook Mathias, geboren rond 1500 in Warkonje in Henegouwen, overleden na 1574, is een Nederlandse polyfonist van de renaissance.

## Leven
De archiefdocumenten van de Dom van Milaan gewagen over hem als over flamengus, flandrensis en de flandria, wat op zijn Vlaamse afkomst wijst. 
Hij trouwde twee keer en had minstens twee dochters en een zoon die van 1546 tot 1548 in het Domkoor zong.

#### 1500-1530: de dom van Milaan
Op 3 juli 1522 bemachtigde hij de opengevallen betrekking van maestro di cappella, in opvolging van de op 25 juni van dat jaar overleden Italiaanse muzikant en muziektheoreticus Franchino Gaffurius of Gaffurio aan de Dom van Milaan. Hij bekleedde deze betrekking tot 1552. Over de periode voor hij deze betrekking aanvaardde, staat niets bekend. De betrekking hield in dat hij de muzikale activiteiten van de kapel zou leiden en de koorknapen van de Dom zou onderrichten in zang en contrapunt (het onderwijs van Latijnse grammatica was een andere leerkracht toevertrouwd). Voor beide taken kreeg Werrecore een maandloon van L12 uitbetaald en hij kreeg op kosten van het kapittel een woning bij de Dom toegewezen.  
Een aanwijzing dat Werrecore bij hertog Francesco II Sforza in dienst was, is zijn bataglia tagliana, een muzikaal verslag van Francesco’s overwinning bij de Slag bij Pavia in 1525, waar Werrecore dan getuige van kan zijn geweest. Op 22 maart 1524 verkreeg Werrecore, in de hertogelijke voordracht omschreven als onze cantor, in elk geval dankzij Francesco II Sforza een prebende aan het kapittel van de collegiale kerk Sint-Michiel van Busto in Gallarate.

#### 1530-1550: Zangmeester en eigenaar van grond en panden

##### Cantor
De titel van cantor droeg Werrecore nog in de jaren 1540, wanneer hij op een lijst van de kanselarij uit februari 1547 wordt vermeld: Matthia, maestro di cappella aan de Dom, en Ottaviano, contrabassus, verzochten erom van hun bijzondere taken te worden ontheven, zoals gebeurd is onder de signor Marchese [Del Vasto].

##### Eigenaar van grond en panden
Samen met de beneficie van de hertog, volstond het inkomen van Werrecore ruimschoots om eigendommen aan te schaffen. De componist bewees als een doorgewinterde zakenman te kunnen optreden. Op 11 april 1530 verwierf hij vijftig maten land op het domein van Caxorate van het Domkapittel, dat eigenaar was van het land. Het is in deze periode dat Werrecore ook met Francesca de Cassate trouwt. Francesca’s bruidsschat bedroeg toen negentig maten land. Die grensden aan de vijftig die Werrecore van de kerkfabriek, de Fabbrica verworven had. Deze negentig maten werden de inzet van een geschil met de familie Cassate toen de broers van de bruid probeerden te verkrijgen dat de op 400 dukaten geschatte bruidsschat met terugwerkende kracht zou worden verminderd, teneinde de twee jongere zusters van Francesca niet te benadelen. Aangezien het kapittel zelf al opdraaide voor Werrecores huisvesting bij het Campo Santo, zal de componist waarschijnlijk de intentie hebben gehad zijn eigendom te verpanden. Later verwierf hij nog andere eigendommen, maar uit een document van 6 juli 1542 blijkt dat het hem kennelijk dat jaar niet gelukt is een huis van het kapittel aan te kopen: 
6 juli 1542
Oproeping in de Audiëntiezaal
Dan werd Magister Vader Armano Werecore, ook geheten Matthias Flamengas, leider van de cappella musicale van de Dom van Milaan, gehoord. Hij verlangde dat de Eerbiedwaardige en Doorluchtige Heren Prefecten van de Fabbrica hem – zonder verdere verplichtingen – een andere bezitting van de Fabbrica in het Campo Santo of omstreken zou toekennen, of anders, in plaats van een huis, zijn jaarwedde op de een of andere wijze zou verhogen voor de duur van zijn dienst.
De aankoop van het huis werd hem niet toegestaan, maar de Fabbrica stemde in met opslag. Hoewel de kathedraaldocumenten van de volgende jaren geen aanwijzing geven voor salarisverhoging, werd vanaf 1543 wel een jaargeld van 16 lire toegekend ter ere van de herdenking van het feest van Sint-Michiel. De registers vermeldden dit bedrag echter als de terugbetaling voor de voorgeschoten huur van een ruimte die gebruikt werd om auditie te houden van zangers en om koorknapen op te leiden. Het is dus niet uitgesloten dat Werrecore een tweede huis op het oog had. Toen Werrecore zijn betrekking van maestro di cappella in juni 1550 opgaf, ontving hij een ongeziene vergoeding van 200 lire 6 soldi 9 denari voor huisvesting in de afgelopen acht maanden. Uit de overgebleven archiefstukken blijkt echter niet waarom deze vergoeding pas zo laat in zijn loopbaan schijnt te zijn uitgekeerd. Misschien loste het kapittel de belofte van 1542 in een hoger loon uit te keren door hem een uitgestelde bezoldiging voor huisvesting toe te kennen. Ofwel had Werrecore zijn eigen kosten voor huisvesting, die gewoonlijk door het kapittel gedekt werden, al betaald en werd hij nu enkel terugbetaald. 

##### De uitgave van meerstemmige muziek
In de jaren 1530 is Werrecore ook betrokken bij verschillende projecten tot uitgave van muziek. Op 28 juni 1535 tekent hij een overeenkomst waarmee hij zich ertoe verbindt advies te verlenen aan drie zakenlieden, Giovanni Antonio Castiglione, een drukker, Pietro Paolo Borrono, een luitist (en spion), en Rainaldo d’Adda, een boekverkoper. In overeenstemming met de bepalingen van de overeenkomst, zou hij meerstemmig gezongen repertoire uitkiezen en dit d’Adda voorleggen, die het dan Castiglione zou bezorgen om het in een of meer niet nader toegelichte uitgaven op te nemen. Castiglione ontving een vooraf vastgelegd bedrag voor de druk en de eventuele winsten zouden worden verdeeld onder Borrono, Werrecore en d’Adda. De enige bundel die overeenkomsten vertoont met de omschrijving in het contract, is de Mutetarum divinitatis liber primus van 1543, maar Bernardino Calusco, een andere plaatselijke papier- en boekhandelaar, wordt als samensteller opgegeven in de opdracht van de druk. Werrecore wordt opgegeven als samensteller van de Cantiones quinque vocum selectissimae a primariis, een verzameling van vijfstemmige motetten die in 1539 bij Petrus Schäffer werden uitgegeven. 
Archiefstukken geven aan dat in de eerste jaren na zijn aanstelling, Werrecore nogal wat onrust zou hebben gewekt en dat hij zich niet altijd keurig van zijn taken zou hebben gekweten. Na de reorganisatie van de capilla musicale in 1544, wordt enige mogelijke ontevredenheid van de Fabbrica met de componist in elk geval niet meer geventileerd in de archiefstukken.

#### 1550-1574: De op rust gestelde zangmeester laat niet af
Ergens tussen 1532 en 1555 trouwde Werrecore een tweede keer, vermoedelijk omdat Francesca de Cassate was overleden. Zijn tweede vrouw, Caterina de Sbrulatis, was in een eerder huwelijk de moeder van de vrouw van zijn zoon Fabritio. Caterina verschijnt in 1555 voor het eerst in documenten, in een periode waarin de hele familie alweer in een geschil met de familie Cassate was betrokken. Deze keer betrof het geschil de tuin van een eigendom dat Werrecore de Cassates had verkocht om de opbrengst aan te wenden ten bate van twee van zijn dochters die aan een plaatselijk kapucijnenklooster studeerden, Een van de dochters trouwde later, in 1558, met een lid van de familie Blanchis. Werrecore kon de bruidegom een bruidsschat van 1.000 lire voorleggen, waarvan het merendeel verkregen was uit de verkoop van een eigendom dat hij eerder in Verigio had gekocht. De componist was ook eigenaar en verkoper van eigendommen in de Naviglio en de wijk San Babila in Milaan, zowel als in de streek van Gorgonzola.
Ondertussen was Werrecore in juni 1550 opgevolgd door Olivero de Phalanis, vermoedelijk omdat de vooraanstaande maestro ofwel te zwak ofwel te ziek was om nog bezig te blijven. Indien de reden waarom hij op rust werd gesteld ziekte zou zijn geweest, was die in elk geval niet dodelijk, want Werrecore bleef de muziekkapel nog minstens 24 jaar in verschillende hoedanigheden van dienst. Nog op 9 december 1574 vermelden de kathedraalarchieven hem immers als de ‘andere leider van de cappella musicale’: op die datum schonk de Fabbrica hem trouwens drie vatten wijn. In 1559 blijkt Werrecore nog als bijkomende zanger van pas te zijn gekomen, aangezien hij op het einde van dat jaar als een van de tenoren vermeld staat in de betaalregisters. Niettemin maakt een document van 28 augustus 1559 gewag van zijn toenemend onvermogen om rechtop te staan en met de andere zangers te zingen vanwege zijn zwakheid en zijn heel erg hoge leeftijd. Het is daarom aanlokkelijk te veronderstellen dat zijn bezigheden als uitvoerend muzikant op zijn eigen verzoek op het einde van 1559 opgehouden zijn.
28 augustus 1559
Oproeping in de Audiëntiezaal 
Meester Matthias, de andere leider van de cappella musicale van de Dom van Milaan, werd gehoord. Hij zei dat hij over de afgelopen dertig jaar van de cappella deel had uitgemaakt, deze in overeenstemming met zijn gelofte van nederigheid en gehoorzaamheid van dienst zijnd, zoals gebruikelijk bij de Fabbrica van de Dom van Milaan. Hij is niet meer in staat om rechtop te staan en te zingen met de cantors van de cappella vanwege zijn zwakheid en hoge leeftijd, maar hij heeft goed gediend, reden waarom hem de helft van zijn loon is verschuldigd. En daarom, omdat de meester geacht wordt niet meer in staat te zijn te staan en te zingen, richt hij zich tot de afgevaardigde Heren Prefecten teneinde te verkrijgen dat een bevel wordt uitgevaardigd, waardoor hem de helft van zijn wedde wordt toegekend, zoals gewoonlijk verleend door de vertegenwoordiging van de voorgenoemde Fabbrica. 
Werrecore bleef een rol spelen bij het kopiëren, de aankoop en de compositie van meerstemmig geestelijk werk voor de Milanese cappella musicale, en hij is mogelijk ook, nadat hij officieel van zijn taak als maestro di cappella was ontheven, werkzaam gebleven. Zijn Cantuum quinque vocum quas motteta vocant, uitgegeven in Milaan in 1555, biedt een opmerkelijke link tussen de Milanese muzikale tradities waarvan de Milanese koorboeken getuigenis afleggen, en de post-Tridentijnse missen van Vincenzo Ruffo van 1570. De motetten in de verzameling bevatten niet enkel één- en tweestemmige stukken voor verschillende feestdagen in het kerkelijk jaar, maar ook ceremoniële werken, elevatiemotetten en motetcycli.
Werrecores naam verschijnt vrij regelmatig in Milanese notariële documenten van de late jaren 1550 en 1560 in verband met verschillende eigendomstransacties. Mogelijk is Werrecore overleden ten gevolge van de pest van 1576 of kort daarna, want er is geen melding van zijn overlijden in de documenten aan te treffen, die namelijk voor de jaren 1576, 1577 en 1579 onvolledig zijn. 

## Werk

#### Bataglia tagliana
Het bekendste werk van Werrecore is de bataglia tagliana, een vierstemmige muzikale uitbeelding van een veldslag die aan de nederlaag van de Fransen in de Slag bij Pavia in 1525 herinnert. De eerste publicatie van de bataglia droeg de Duitse titel Die Schlacht vor Pavia. Het werk zou oorspronkelijk gecomponeerd zijn in nagedachtenis aan de Slag bij Bicocca op 27 april 1522, maar werd achteraf via kleine tekstwijzigingen aangepast om de herdenking van de meer beslissende en beruchte Slag bij Pavia van een passende muzikale omlijsting te voorzien. Zijn volkse stijl, en zijn speelse toon maakte het tot een succesrijk compositie. Het werk citeert verschillende bekende soldatenliederen en ook belangrijke passages uit Clément Janequins La guerre. Dat Werrecore Janequins compositie gekend moet hebben, blijkt wel uit het feit dat hij dezelfde muzikale wendingen en dezelfde onomatopeeën gebruikt heeft. Later zal componist Giorgio Mainerio op zijn beurt in een Magnificat de compositie van Werrecore imiteren. Het muziekstuk is verspreid in tal van 16de-eeuwse bronnen in zijn oorspronkelijke gedaante, maar ook in bewerkingen in tabulatuur.
De merkwaardige structuur van de compositie en de bijzondere cultuurhistorische dimensie van dit werk, brachten met zich dat la bataglia tagliana Werrecores geestelijke repertoire heeft overschaduwd in de wetenschappelijke literatuur. In 1872 echter, zorgde Haberl voor een thematische index voor de Cantuum quinque vocum en in 1961 gaf ook Mompellio heel wat aandacht aan de druk, daarbij verschillende bladzijden reproducerend en transcripties van fragmenten van drie motetten. In 1996 verleende Marco Brusa de druk meer dan zijdelingse aandacht in een lijst van Werrecores werken. 

#### Andere werken
Andere composities van Werrecore zijn te vinden in de verzameling Cantuum quinque vocum ..., liber primus. Enkele motetten werden uitgegeven tussen 1534 en 1575 in diverse bundels die verschenen in Parijs, Lyon, Neurenberg, Augsburg en Venetië. 
Het Cantuum quinque vocum quos motetta vocant … liber primus uit 1559 is het eerste overgeleverde gedrukte boek met meerstemmige muziek van de prestigieuze Dom van Milaan. De Milanese drukkers Simone en Francesco Moscheni gaven het uit. Het bevat twintig motetten, waaronder eenstemmige en meerstemmige, voor verschillende feesten in het kerkelijk jaar, een elevatiemotet en een begrafenismotet voor Alfonso d’Avalos, Marchese del Vasto en gouverneur van Milaan van 1538 tot 1546. 
- Bibsys: 8045485
- Bibliothèque nationale de France: cb148229501 (data)
- CiNii: DA11459127
- Gemeinsame Normdatei: 103848436
- International Standard Name Identifier: 0000 0000 7993 3903
- Library of Congress Control Number: nr92008793
- MusicBrainz: b24a5594-adf2-4c7d-a9b8-63b48b14af94
- Nationale Bibliotheek van Israël: 987007375635505171
- Nederlandse Thesaurus van Auteursnamen: 152004319
- Réseau des bibliothèques de Suisse occidentale: 02-A014111277
- Istituto Centrale per il Catalogo Unico: MUSV068644
- Système universitaire de documentation: 127645934
- Virtual International Authority File: 44567135
- WorldCat: E39PBJktp4FTgrhFHB9bDvyyBP